# José Holebas
José Holebas (griechisch Ιωσήφ Χολέβας Iosíf Cholévas, auch José Cholevas; * 27. Juni 1984 in Aschaffenburg) ist ein ehemaliger deutsch-griechischer Fußballspieler. Der Linksverteidiger, der bis 2009 im Sturm spielte, wurde während seiner Jugend nie in einem Nachwuchsleistungszentrum ausgebildet und war auch im Herrenbereich zunächst als Amateur aktiv. Über den FC Viktoria Kahl in der fünftklassigen Landesliga Nord wechselte er 2006 zum TSV 1860 München. Dort spielte Holebas für die zweite Mannschaft in der drittklassigen Regionalliga Süd, ehe er im September 2007 im Alter von 23 Jahren für die Profis in der 2. Bundesliga debütierte. In den kommenden drei Jahren absolvierte er 73 Zweitligaspiele und wechselte anschließend nach Griechenland zum Rekordmeister Olympiakos Piräus. Holebas spielte 94-mal in der höchsten griechischen Spielklasse, wurde 2011, 2012, 2013 sowie 2014 Meister und spielte in der Champions League. Nach einem Jahr bei der AS Rom in der Serie A (2014–2015) wechselte er zum FC Watford, für den er 114 Spiele in der Premier League absolvierte. 2020 kehrte er zu Olympiakos Piräus zurück und wurde 2021 zum fünften Mal griechischer Meister. Bis Ende 2021 ließ der Deutsch-Grieche seine Karriere beim FC Bayern Alzenau in der fünftklassigen Hessenliga ausklingen. Auf internationaler Ebene spielte Holebas von 2011 bis 2016 in 38 Länderspielen für die griechische Nationalmannschaft, mit der er an der Europameisterschaft 2012 und Weltmeisterschaft 2014 teilnahm.

## Karriere

### Vereine

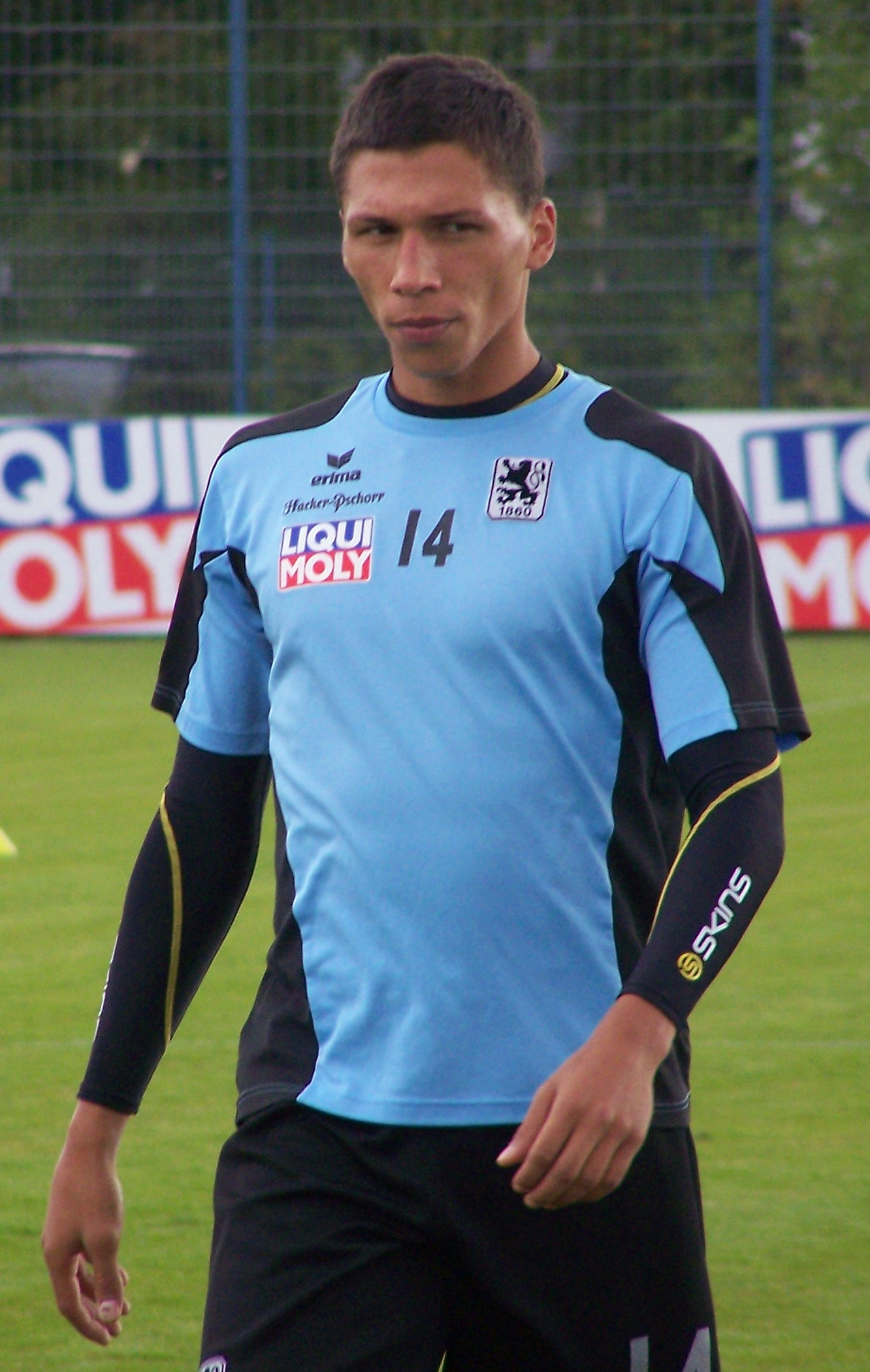
Holebas beim TSV 1860 (2009)

Der im unterfränkischen Aschaffenburg geborene und aufgewachsene José Holebas begann 1991 mit dem Fußballspielen als Stürmer beim örtlichen Verein FC Südring Aschaffenburg, später spielte er in den Jugendmannschaften des FC Kleinwallstadt und des FSV Teutonia Obernau. Als seine Freundin 2001 schwanger wurde, beendete er sein Engagement im Fußball, brach seine Lehre ab und arbeitete als Lagerarbeiter im Schichtdienst. Nach einer zwölfmonatigen Pause kehrte er in den aktiven Fußball zurück. Er schloss sich dem Kreisligisten SV Damm-Aschaffenburg an, mit dem er dreimal in Folge aufstieg. 2005 wechselte er in die fünftklassige Landesliga Nord zum FC Viktoria Kahl. Dort erzielte er in der Spielzeit 2005/06 in 33 Einsätzen 15 Tore.
In dieser Saison wurde auch der TSV 1860 München auf ihn aufmerksam. Obwohl der damals 22-Jährige laut Nachwuchsleistungszentrumsleiter Ernst Tanner eigentlich schon zu alt für das Nachwuchskonzept der Münchner Löwen war, wurde er im Sommer 2006 für deren zweite Mannschaft verpflichtet. In der Spielzeit 2006/07 kam er auf 32 Einsätze in der drittklassigen Regionalliga Süd und erzielte dabei zwölf Tore. Zur Saison 2007/08 wurde er in den Profikader berufen, für den er am 21. September 2007 im Spiel gegen den FC St. Pauli im Alter von 23 Jahren sein Debüt in der 2. Bundesliga gab. Von 2007 bis 2009 kam er 43-mal in der Zweitligamannschaft des TSV 1860 zum Einsatz. Meist wurde er im Sturm oder im offensiven Mittelfeld eingesetzt, erzielte drei Tore und bereitete fünf weitere vor. In der Vorbereitung zur Spielzeit 2009/10 wurde Holebas von Trainer Ewald Lienen aus der Offensive in die Defensive versetzt. Seitdem spielte er auf der Position des linken Außenverteidigers. Er kam in dieser Saison in 31 Spielen zum Einsatz, hierbei schoss er vier Tore und bereitete drei weitere vor. Neben seinen insgesamt 74 Ligaeinsätzen bestritt Holebas seit 2007 auch sieben DFB-Pokalpartien für den TSV.
Zur Saison 2010/11 wechselte Holebas zum griechischen Rekordmeister Olympiakos Piräus. Er folgte dabei Ewald Lienen, der kurz zuvor den Trainerposten in Piräus übernommen hatte. Nachdem Olympiakos in der dritten Qualifikationsrunde zur Europa League gegen Maccabi Tel Aviv ausgeschieden war, wurde Lienen entlassen, doch Holebas blieb bei Olympiakos und erkämpfte sich einen Stammplatz. In seiner ersten Saison gewann er mit Olympiakos Piräus die griechische Meisterschaft. Dadurch qualifizierte sich der Verein für die UEFA Champions League, aus der die Mannschaft als Gruppendritter ausschied und in der Europa League weiterspielte, aus der sie wiederum im Achtelfinale ausschied. Mit Olympiakos gewann Holebas insgesamt viermal die griechische Meisterschaft und zweimal den griechischen Pokal. Außerdem spielte er weiterhin regelmäßig bei den Champions- und Europa-League-Teilnahmen von Olympiakos.
Zur Spielzeit 2014/15 ging er zur AS Rom. Mit den Römern spielte Holebas in der Champions League 2014/15, aus der er mit der AS Rom nach der Gruppenphase ausschied und anschließend in der Europa League nicht über das Achtelfinale hinauskam. Mit dem Hauptstadtverein gewann Holebas die Vizemeisterschaft. Am 2. Juli 2015 unterschrieb er einen Vertrag beim Aufsteiger in die Premier League, dem FC Watford. Nach einem schwierigen ersten Jahr erkämpfte er sich einen Stammplatz und erreichte mit dem FC Watford 2019 das Endspiel im FA Cup, das der Verein allerdings mit 0:6 gegen Meister Manchester City verlor. Für den FC Watford spielte Holebas in fünf Saisons 114-mal in der Premier League; am Ende der wegen der COVID-19-Pandemie von Mitte März bis Mitte Juni 2020 unterbrochenen Saison 2019/20 stand der Abstieg der Mannschaft. 
Im August 2020 kehrte Holebas zurück zu Olympiakos Piräus und wurde in der Saison regelmäßig eingesetzt. Er gewann mit der Mannschaft am Ende der Saison 2020/21 zum fünften Mal in seiner Karriere den griechischen Meistertitel. Mit Olympiakos erreichte er außerdem das Finale des griechischen Fußballpokals, das gegen PAOK Thessaloniki verloren wurde. Anschließend verließ er den Verein mit seinem Vertragsende.
Ende September 2021 kehrte Holebas nach Deutschland zurück und schloss sich dem Hessenligisten FC Bayern Alzenau an., wo er bis Ende 2021 spielte und dann seine Karriere beendete.

### Nationalmannschaft
Holebas entschied sich, für die griechische A-Nationalmannschaft zu spielen. Im Zuge dessen erhielt er im November 2011 die griechische Staatsbürgerschaft und ließ die lateinische Schreibung seines Nachnamens in „Cholevas“ ändern, die die griechische Phonetik (Cho-LE-was) besser wiedergibt. Er gab am 11. November 2011 im Spiel gegen Russland sein Debüt in der Nationalelf. Einen Monat zuvor hatte sich Griechenland für die Fußball-Europameisterschaft 2012 in Polen und der Ukraine qualifiziert, für die er schließlich in den Kader der Nationalmannschaft aufgenommen wurde. Die griechische Mannschaft, die vorher bei der Fußball-Europameisterschaft 2008 in der Schweiz und in Österreich sowie bei der Fußball-Weltmeisterschaft 2010 in Südafrika nach der Gruppenphase ausgeschieden war, erreichte 2012 bei der EM-Endrunde in einer Gruppe mit Co-Gastgeber Polen, Tschechien und Russland das Viertelfinale, wo gegen Deutschland Endstation war. Dabei war Holebas in jedem Gruppenspiel zum Einsatz gekommen, im Viertelfinale gegen sein Geburtsland fehlte er wegen einer Gelbsperre.
In der folgenden Qualifikation zur Fußball-Weltmeisterschaft 2014 kam er in sieben Spielen zum Einsatz und verpasste mit Griechenland den Gruppensieg, der zur direkten Qualifikation für die Endrunde bedeutet hätte. So musste die griechische Mannschaft in die Relegation, wo Griechenland sich gegen Rumänen durchsetzen konnte und Holebas kam dabei in beiden Spielen zum Einsatz. Bei der WM-Endrunde 2014 in Brasilien gehörte er dann zum griechischen Kader und erreichte mit seiner Mannschaft, die in einer Gruppe mit Kolumbien, Japan sowie der Elfenbeinküste spielte, das Achtelfinale, wo die Hellenen im Elfmeterschießen gegen Costa Rica ausschieden. Holebas kam bis zum Ausscheiden in jeder Partie zum Einsatz. Im Mai 2015 strich Nationaltrainer Sergio Markarián Holebas aus dem Kader der Nationalmannschaft. Grund hierfür war das Verhalten des Spielers aus dem März des gleichen Jahres: Er hatte vor dem EM-Qualifikationsspiel gegen Ungarn kurzfristig abgesagt und dies mit Verletzungsproblemen begründet, woraufhin der griechische Verband den Spieler freistellte, damit dieser sich schonen konnte. Holebas jedoch trainierte und spielte im gleichen Zeitraum für seinen Verein AS Rom. In der Qualifikation für die Fußball-Europameisterschaft 2016 kam er zu fünf Einsätzen und verpasste mit der griechischen Mannschaft überraschend die Teilnahme an der EM in Frankreich. Am 7. Oktober 2016 lief Holebas beim 2:0-Sieg im WM-Qualifikationsspiel gegen Zypern letztmals für die griechische Nationalmannschaft auf. Wenige Tage später trat er aus der griechischen Auswahl zurück. Insgesamt absolvierte Holebas während seiner aktiven Karriere 38 Länderspiele und schoss dabei ein Tor.

## Privates
Holebas’ Vater ist Grieche, die Mutter ist Deutschamerikanerin.
Er hat eine Tochter, die 2002 geboren wurde, und ist seit 2011 verheiratet. Das Ehepaar lebt seit Anfang 2025 in Dubai.

## Erfolge
- Griechischer Meister: 2011, 2012, 2013, 2014, 2021
- Griechischer Pokalsieger: 2012, 2013